# Yvette Barbaza
Pour les articles homonymes, voir Barbaza (homonymie).
Yvette Barbaza, née Azéma le 29 mars 1914 à Cazouls-lès-Béziers et morte le 26 août 2009 à Villejuif, est une géographe, professeure de géographie et chargée de recherche au CNRS. Yvette Barbaza consacre sa carrière à la Méditerranée et plus précisément à la Costa Brava

## Biographie
Yvette Barbaza étudie à l'internat de Béziers, à l'École normale, pour pouvoir être professeure. Elle effectue ses études supérieures à la faculté de Montpellier, où elle commence à s'intéresser à la géographie. Sous l'occupation allemande, le professeur Jules Sion lui propose d'étudier la Costa Brava. Dès lors, Yvette Barbaza découvre sa nouvelle passion : l'étude de la beauté des paysages des côtes de l'Empordà et de la Selva.
À Montpellier, elle rencontre son futur époux, comme elle diplômé en lettres et en droit. Ils se marient en 1938, et déménagent à Paris en 1948. De leur union naissent trois enfants : Anne, Pierre et Françoise. Pendant cette période, en tant qu'agrégée de géographie, elle enseigne dans plusieurs établissements : à l'institut de Saint-Germain-en-Laye, au Lycée Montaigne puis au Lycée Victor Hugo.
Elle ne commence son doctorat sur la Costa Brava qu'en 1956, sous la tutelle de Georges Chabot. Grâce à l'aide de sa mère, qui prend soin de la maison et des enfants, Yvette Barbaza peut se consacrer à l'écriture des 800 pages qui constitueront son œuvre. Elle se rend pour la première fois sur les lieux de son étude en 1956, puis y retourne plusieurs fois jusqu'en 1974. Dix ans seront nécessaires pour finir sa thèse. Entre 1956 et 1966, elle travaille sans relâche, en se consacrant également à sa mission de chargée de recherche du CNRS.
C'est en juin 1966 qu'elle soutient enfin sa thèse et, peu de temps après, la Librairie Armand Colin la publie sous le titre Le paysage humain de la Costa Brava. Cette thèse se consacre à l'étude du territoire de la Costa Brava, depuis Port-Bou jusqu'à Blanes. Yvette Barbaza y analyse les conséquences du tourisme de masse sur la région, mais pas uniquement. La première partie « Le milieu et les hommes », est consacrée à la description des trois territoires constituant son sujet d'étude : le secteur pyrénéen constitué d'une côte rocheuse, le secteur ampurdanais, marécageux et le secteur méridional aux baies abritées. La deuxième partie « L'élaboration des genres de vie et des paysages humains » est organisée de manière chronologique, depuis l'époque antique jusqu'à nos jours. La troisième partie « Genre de vie et paysages humains perturbés par le tourisme » revient sur le développement du tourisme et de l'industrie de masse, au détriment de l'artisanat, de la pêche et de l'agriculture local. Cette crise provoquera un exode massif vers les villes, notamment Barcelone. Cinquante ans après sa publication en 1966, Le Paysage humain de la Costa Brava reste un ouvrage incontournable pour étudier ce territoire, d'un point de vue économique, territorial ou humain.
Après avoir obtenu son titre de docteure, elle enseigne à l'Université de Lille puis à l'Université de Paris VII, à Vincennes.
En 1975, Yvette Barbaza se rend en Côte d'Ivoire pour participer à la création de l'Institut de Géographie Tropicale à l'Université d'Abidjan. Six ans plus tard, de retour en France, elle travaille à l'Université de Saint-Denis, jusqu'en 1984.
Après sa retraite, elle donne des conférences, participe à des séminaires, écrit des articles. Malgré tout, son projet le plus important restera la traduction de sa thèse en catalan, qui verra le jour en 1988, grâce à la maison d'édition Éditions 62. Joan Cals et Güell, professeur d'économie à l'Université Autonome de Barcelone écrit la préface de son ouvrage.